# Unione Sportiva Catanzaro 1973-1974
Questa voce raccoglie le informazioni riguardanti l'Unione Sportiva Catanzaro nelle competizioni ufficiali della stagione 1973-1974.

## Rosa
| N. |                   | Ruolo | Calciatore        |
| -- | ----------------- | ----- | ----------------- |
|    | Italia (bandiera) | P     | Claudio Bandoni   |
|    | Italia (bandiera) | C     | Adriano Banelli   |
|    | Italia (bandiera) | C     | Paolo Braca       |
|    | Italia (bandiera) | P     | Dino Di Carlo     |
|    | Italia (bandiera) | C     | Sergio Ferrari    |
|    | Italia (bandiera) | A     | Giordano Galli    |
|    | Italia (bandiera) | D     | Mario Garito      |
|    | Italia (bandiera) | A     | Maurizio Gori     |
|    | Italia (bandiera) | D     | Luigi Maldera     |
|    | Italia (bandiera) | A     | Francesco Marsico |

| N. |                   | Ruolo | Calciatore         |
| -- | ----------------- | ----- | ------------------ |
|    | Italia (bandiera) | D     | Luciano Monticolo  |
|    | Italia (bandiera) | P     | Giorgio Pellizzaro |
|    | Italia (bandiera) | A     | Carlo Petrini      |
|    | Italia (bandiera) | C     | Potito Pota        |
|    | Italia (bandiera) | C     | Francesco Rizzo    |
|    | Italia (bandiera) | C     | Mario Russo        |
|    | Italia (bandiera) | C     | Flavio Setti       |
|    | Italia (bandiera) | D     | Fausto Silipo      |
|    | Italia (bandiera) | A     | Alberto Spelta     |
|    | Italia (bandiera) | D     | Sergio Zuccheri    |

## Risultati

### Serie B

#### Girone di andata
| 30 settembre 1973 1ª giornata | Novara | 2 – 1 | Catanzaro |  |

| 7 ottobre 1973 2ª giornata | Catanzaro | 2 – 3 | Avellino |  |

| 14 ottobre 1973 3ª giornata | Ternana | 0 – 0 | Catanzaro |  |

| 21 ottobre 1973 4ª giornata | Catanzaro | 1 – 0 | Bari |  |

| 28 ottobre 1973 5ª giornata | Reggina | 1 – 0 | Catanzaro |  |

| 4 novembre 1973 6ª giornata | Catanzaro | 0 – 0 | Como |  |

| 11 novembre 1973 7ª giornata | Perugia | 1 – 0 | Catanzaro |  |

| 18 novembre 1973 8ª giornata | Catanzaro | 2 – 0 | SPAL |  |

| 25 novembre 1973 9ª giornata | Brindisi | 1 – 0 | Catanzaro |  |

| 2 dicembre 1973 10ª giornata | Catanzaro | 1 – 0 | Reggiana |  |

| 9 dicembre 1973 11ª giornata | Catanzaro | 1 – 1 | Varese |  |

| 16 dicembre 1973 12ª giornata | Atalanta | 0 – 0 | Catanzaro |  |

| 23 dicembre 1973 13ª giornata | Catanzaro | 1 – 0 | Taranto |  |

| 30 dicembre 1973 14ª giornata | Parma | 4 – 0 | Catanzaro |  |

| 6 gennaio 1974 15ª giornata | Ascoli | 1 – 0 | Catanzaro |  |

| 13 gennaio 1974 16ª giornata | Catanzaro | 0 – 1 | Catania |  |

| 20 gennaio 1974 17ª giornata | Catanzaro | 1 – 1 | Palermo |  |

| 27 gennaio 1974 18ª giornata | Arezzo | 2 – 0 | Catanzaro |  |

| 3 febbraio 1974 19ª giornata | Catanzaro | 1 – 0 | Brescia |  |

#### Girone di ritorno
| 10 febbraio 1974 20ª giornata | Catanzaro | 1 – 1 | Novara |  |

| 17 febbraio 1974 21ª giornata | Avellino | 1 – 1 | Catanzaro |  |

| 24 febbraio 1974 22ª giornata | Catanzaro | 0 – 1 | Ternana |  |

| 3 marzo 1974 23ª giornata | Bari | 0 – 1 | Catanzaro |  |

| 10 marzo 1974 24ª giornata | Catanzaro | 2 – 1 | Reggina |  |

| 17 marzo 1974 25ª giornata | Como | 2 – 0 | Catanzaro |  |

| 24 marzo 1974 26ª giornata | Catanzaro | 0 – 0 | Perugia |  |

| 31 marzo 1974 27ª giornata | SPAL | 0 – 0 | Catanzaro |  |

| 7 aprile 1974 28ª giornata | Catanzaro | 2 – 0 | Brindisi |  |

| 14 aprile 1974 29ª giornata | Reggiana | 1 – 1 | Catanzaro |  |

| 21 aprile 1974 30ª giornata | Varese | 3 – 1 | Catanzaro |  |

| 28 aprile 1974 31ª giornata | Catanzaro | 0 – 0 | Atalanta |  |

| 5 maggio 1974 32ª giornata | Taranto | 2 – 1 | Catanzaro |  |

| 12 maggio 1974 33ª giornata | Catanzaro | 2 – 0 | Parma |  |

| 19 maggio 1974 34ª giornata | Catanzaro | 1 – 0 | Ascoli |  |

| 26 maggio 1974 35ª giornata | Catania | 0 – 1 | Catanzaro |  |

| 2 giugno 1974 36ª giornata | Palermo | 3 – 2 | Catanzaro |  |

| 9 giugno 1974 37ª giornata | Catanzaro | 3 – 3 | Arezzo |  |

| 16 giugno 1974 38ª giornata | Brescia | 1 – 1 | Catanzaro |  |

## Statistiche

### Statistiche di squadra
| Competizione | Punti | In casa | In casa | In casa | In casa | In casa | In casa | In trasferta | In trasferta | In trasferta | In trasferta | In trasferta | In trasferta | Totale | Totale | Totale | Totale | Totale | Totale | DR |
| Competizione | Punti | G       | V       | N       | P       | Gf      | Gs      | G            | V            | N            | P            | Gf           | Gs           | G      | V      | N      | P      | Gf     | Gs     | DR |
| ------------ | ----- | ------- | ------- | ------- | ------- | ------- | ------- | ------------ | ------------ | ------------ | ------------ | ------------ | ------------ | ------ | ------ | ------ | ------ | ------ | ------ | -- |
| Serie B      | 35    | 19      | 9       | 7       | 3       | 21      | 12      | 19           | 2            | 6            | 11           | 10           | 25           | 38     | 11     | 13     | 14     | 31     | 37     | -6 |
| Coppa Italia | 6     | 2       | 2       | 0       | 0       | 3       | 1       | 2            | 1            | 0            | 1            | 3            | 2            | 4      | 3      | 0      | 1      | 6      | 3      | +3 |
| Totale       |       | 21      | 11      | 7       | 3       | 24      | 13      | 21           | 3            | 6            | 12           | 13           | 27           | 42     | 14     | 13     | 15     | 37     | 40     | -3 |

### Statistiche dei giocatori
| Giocatore     | Serie B  | Serie B | Serie B     | Serie B    | Coppa Italia | Coppa Italia | Coppa Italia | Coppa Italia | Totale   | Totale | Totale      | Totale     |
| Giocatore     | Presenze | Reti    | Ammonizioni | Espulsioni | Presenze     | Reti         | Ammonizioni  | Espulsioni   | Presenze | Reti   | Ammonizioni | Espulsioni |
| ------------- | -------- | ------- | ----------- | ---------- | ------------ | ------------ | ------------ | ------------ | -------- | ------ | ----------- | ---------- |
| C. Bandoni    | 3        | -1      | ?           | ?          | ?            | ?            | ?            | ?            | 3+       | -1+    | ?           | ?          |
| A. Banelli    | 32       | 0       | ?           | ?          | ?            | ?            | ?            | ?            | 32+      | 0+     | ?           | ?          |
| P. Braca      | 28       | 3       | ?           | ?          | ?            | ?            | ?            | ?            | 28+      | 3+     | ?           | ?          |
| D. Di Carlo   | 30       | -31     | ?           | ?          | ?            | ?            | ?            | ?            | 30+      | -31+   | ?           | ?          |
| S. Ferrari    | 30       | 1       | ?           | ?          | ?            | ?            | ?            | ?            | 30+      | 1+     | ?           | ?          |
| G. Galli      | 11       | 1       | ?           | ?          | ?            | ?            | ?            | ?            | 11+      | 1+     | ?           | ?          |
| M. Garito     | 15       | 0       | ?           | ?          | ?            | ?            | ?            | ?            | 15+      | 0+     | ?           | ?          |
| M. Gori       | 26       | 2       | ?           | ?          | ?            | ?            | ?            | ?            | 26+      | 2+     | ?           | ?          |
| L. Maldera    | 29       | 1       | ?           | ?          | ?            | ?            | ?            | ?            | 29+      | 1+     | ?           | ?          |
| F. Marsico    | 4        | 0       | ?           | ?          | ?            | ?            | ?            | ?            | 4+       | 0+     | ?           | ?          |
| L. Monticolo  | 31       | 0       | ?           | ?          | ?            | ?            | ?            | ?            | 31+      | 0+     | ?           | ?          |
| G. Pellizzaro | 5        | -5      | ?           | ?          | ?            | ?            | ?            | ?            | 5+       | -5+    | ?           | ?          |
| C. Petrini    | 35       | 11      | ?           | ?          | ?            | ?            | ?            | ?            | 35+      | 11+    | ?           | ?          |
| P. Pota       | 11       | 0       | ?           | ?          | ?            | ?            | ?            | ?            | 11+      | 0+     | ?           | ?          |
| F. Rizzo      | 33       | 7       | ?           | ?          | ?            | ?            | ?            | ?            | 33+      | 7+     | ?           | ?          |
| M. Russo      | 31       | 1       | ?           | ?          | ?            | ?            | ?            | ?            | 31+      | 1+     | ?           | ?          |
| F. Setti      | 3        | 0       | ?           | ?          | ?            | ?            | ?            | ?            | 3+       | 0+     | ?           | ?          |
| F. Silipo     | 31       | 0       | ?           | ?          | ?            | ?            | ?            | ?            | 31+      | 0+     | ?           | ?          |
| A. Spelta     | 29       | 2       | ?           | ?          | ?            | ?            | ?            | ?            | 29+      | 2+     | ?           | ?          |
| S. Zuccheri   | 28       | 1       | ?           | ?          | ?            | ?            | ?            | ?            | 28+      | 1+     | ?           | ?          |